# Tomoaki Sakaguchi
Tomoaki Sakaguchi (阪口友章?, Sakaguchi Tomoaki; ...) è un giocatore di football americano giapponese che gioca come guardia per i Panasonic Impulse.

## Palmarès
- 1 Rice Bowl (Panasonic Impulse, 2024)